# Campionati europei di atletica leggera 2024 - Salto in alto maschile
La gara del salto in alto maschile dei campionati europei di atletica leggera 2024 si è svolta il 9 e l'11 giugno.

## Podio

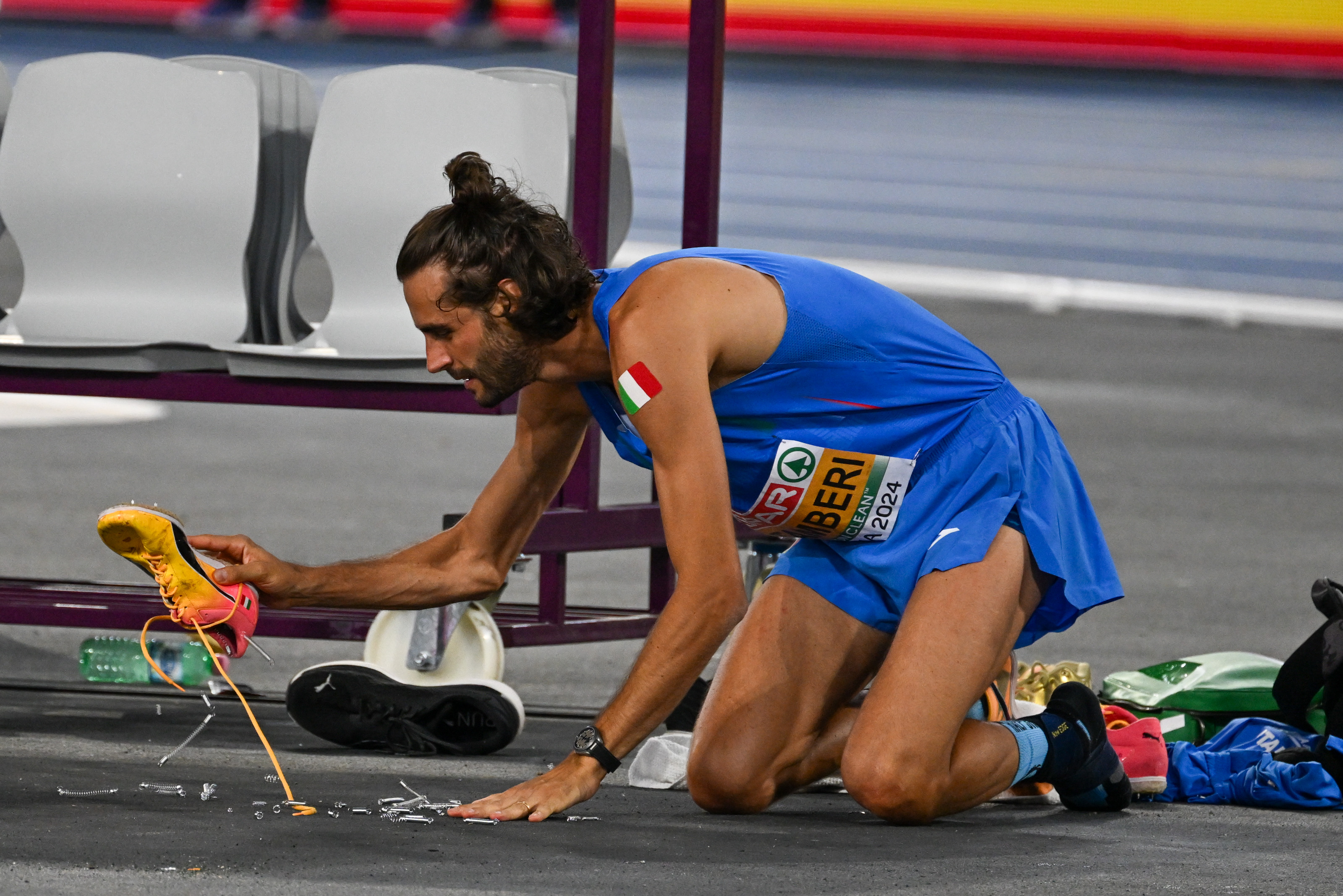
Il vincitore Gianmarco Tamberi

| Pos.    | Atleta            | Nazionalità | Tempo    |
| ------- | ----------------- | ----------- | -------- |
| Oro     | Gianmarco Tamberi | Italia      | 2,37 m   |
| Argento | Vladislav Lavskyj | Ucraina     | 2,29 m = |
| Bronzo  | Oleh Doroshchuk   | Ucraina     | 2,26 m   |

## Situazione pre-gara

### Record
Prima di questa competizione, il record del mondo, il record europeo e il record dei campionati erano i seguenti.
| Record                | Prestazione | Atleta                | Data e luogo                     | Competizione            |
| --------------------- | ----------- | --------------------- | -------------------------------- | ----------------------- |
| Record mondiale       | 2,45 m      | Javier Sotomayor Cuba | 27 luglio 1993 Salamanca, Spagna |                         |
| Record europeo        | 2,42 m      | Patrik Sjöberg Svezia | 30 giugno 1987 Stoccolma, Svezia | DN Galan                |
| Record dei campionati | 2,36 m      | Andrey Silnov Russia  | 9 agosto 2006 Göteborg, Svezia   | Campionati europei 2006 |

### Campioni in carica
I campioni in carica a livello europeo erano:
| Campione       | Atleta                   | Prestazione | Data e luogo                               | Competizione                   |
| -------------- | ------------------------ | ----------- | ------------------------------------------ | ------------------------------ |
| Europeo        | Gianmarco Tamberi Italia | 2,30 m      | 18 agosto 2022 Monaco di Baviera, Germania | Campionati europei 2022        |
| Europeo indoor | Douwe Amels Paesi Bassi  | 2,31 m(i)   | 5 marzo 2023 Istanbul, Turchia             | Campionati europei indoor 2023 |

### La stagione
Prima di questa gara, gli atleti con le migliori tre prestazioni europee dell'anno erano:
| Pos. | Atleta                  | Prestazione | Data e luogo                                 |
| ---- | ----------------------- | ----------- | -------------------------------------------- |
| 1    | Danil Lysenko Russia    | 2,33 m(i)   | 28 gennaio 2024 Mosca, Russia                |
| 2    | Ilya Ivanyuk Russia     | 2,30 m(i)   | 3 febbraio 2024 Mosca, Russia                |
| 2    | Jan Štefela Rep. Ceca   | 2,30 m(i)   | 7 febbraio 2024 Třinec, Rep. Ceca            |
| 2    | Tobias Potye Germania   | 2,30 m(i)   | 13 febbraio 2024 Banská Bystrica, Slovacchia |
| 2    | Oleh Doroshchuk Ucraina | 2,30 m(i)   | 13 febbraio 2024 Banská Bystrica, Slovacchia |

## Risultati

### Qualificazioni
Le qualificazioni si sono disputate a partire dalle 11:35 del 9 giugno. Si qualificano alla finale gli atleti che saltano 2,28 m (Q) o le dodici migliori misure (q).
| Pos. | Gruppo | Atleta                | Nazionalità | 2,07 | 2,12 | 2,17 | 2,21 | 2,25 | Risultato | Note                                     |
| ---- | ------ | --------------------- | ----------- | ---- | ---- | ---- | ---- | ---- | --------- | ---------------------------------------- |
| 1    | A      | Gianmarco Tamberi     | Italia      | -    | -    | -    | o    |      | 2,21 m    | q                                        |
| 1    | A      | Yonathan Kapitolnik   | Israele     | o    | o    | o    | o    |      | 2,21 m    | q                                        |
| 1    | B      | Norbert Kobielski     | Polonia     | -    | o    | o    | o    |      | 2,21 m    | q                                        |
| 1    | B      | Thomas Carmoy         | Belgio      | -    | o    | o    | o    |      | 2,21 m    | q                                        |
| 1    | B      | Tihomir Ivanov        | Bulgaria    | -    | o    | o    | o    |      | 2,21 m    | q                                        |
| 1    | B      | Jan Štefela           | Rep. Ceca   | -    | o    | o    | o    |      | 2,21 m    | q                                        |
| 1    | A      | Oleh Doroshchuk       | Ucraina     | o    | o    | o    | o    |      | 2,21 m    | q                                        |
| 1    | B      | Stefano Sottile       | Italia      | o    | o    | o    | o    |      | 2,21 m    | q                                        |
| 1    | A      | Manuel Lando          | Italia      | -    | o    | o    | o    |      | 2,21 m    | q                                        |
| 10   | A      | Vladislav Lavskyj     | Ucraina     | xo   | o    | o    | o    |      | 2,21 m    | q                                        |
| 10   | B      | Douwe Amels           | Paesi Bassi | -    | o    | xo   | o    |      | 2,21 m    | q                                        |
| 12   | A      | Mateusz Przybylko     | Germania    | -    | o    | o    | xxo  |      | 2,21 m    | q                                        |
| 13   | A      | Alperen Acet          | Turchia     | -    | o    | xo   | xxo  |      | 2,21 m    | q                                        |
| 14   | B      | Vasilios Konstantinou | Cipro       | o    | o    | o    | xxx  |      | 2,17 m    | Miglior prestazione personale stagionale |
| 14   | B      | Dmitro Nikitin        | Ucraina     | o    | o    | o    | xxx  |      | 2,17 m    |                                          |
| 14   | A      | Marek Bahník          | Rep. Ceca   | o    | o    | o    | xxx  |      | 2,17 m    |                                          |
| 14   | A      | Antonios Merlos       | Grecia      | o    | o    | o    | xxx  |      | 2,17 m    |                                          |
| 18   | B      | Melwin Lycke Holm     | Svezia      | o    | xo   | o    | xxx  |      | 2,17 m    |                                          |
| 19   | A      | Mateusz Kołodziejski  | Polonia     | o    | xxo  | o    | xxx  |      | 2,17 m    |                                          |
| 20   | B      | Marco Fassinotti      | Italia      | -    | o    | xo   | xxx  |      | 2,17 m    |                                          |
| 20   | A      | Dániel Jankovics      | Ungheria    | o    | o    | xo   | xxx  |      | 2,17 m    |                                          |
| 22   | B      | Arttu Mattila         | Finlandia   | o    | o    | xxx  |      |      | 2,12 m    |                                          |
| 22   | B      | Slavko Stević         | Serbia      | o    | o    | xxx  |      |      | 2,12 m    |                                          |
| 24   | B      | Juozas Baikštys       | Lituania    | xo   | xo   | xxx  |      |      | 2,12 m    |                                          |
| 25   | B      | Péter Bakosi          | Ungheria    | o    | xxx  |      |      |      | 2,07 m    |                                          |
| 25   | A      | Fabian Delryd         | Svezia      | o    | xxx  |      |      |      | 2,07 m    |                                          |
| -    | A      | Jonas Wagner          | Germania    |      |      |      |      |      | dns       |                                          |

### Finale
La finale si è tenuta l'11 giugno alle ore 20:35.
| Pos     | Atleta              | Nazionalità | 2,17 | 2,22 | 2,26 | 2,29 | 2,31 | 2,33 | 2,34 | 2,37 | Risultato | Note                                                            |
| ------- | ------------------- | ----------- | ---- | ---- | ---- | ---- | ---- | ---- | ---- | ---- | --------- | --------------------------------------------------------------- |
| Oro     | Gianmarco Tamberi   | Italia      | -    | o    | xo   | xxo  | o    | xx-  | o    | o    | 2,37 m    | Record dei campionati · Miglior prestazione mondiale stagionale |
| Argento | Vladislav Lavskyj   | Ucraina     | o    | xxo  | o    | o    | x-   | xx   |      |      | 2,29 m    | =                                                               |
| Bronzo  | Oleh Doroshchuk     | Ucraina     | o    | xxo  | o    | xxx  |      |      |      |      | 2,26 m    |                                                                 |
| 4       | Thomas Carmoy       | Belgio      | o    | xo   | xo   | xxx  |      |      |      |      | 2,26 m    | Miglior prestazione personale stagionale                        |
| 5       | Jan Štefela         | Rep. Ceca   | o    | o    | xxo  | xxx  |      |      |      |      | 2,26 m    |                                                                 |
| 6       | Stefano Sottile     | Italia      | o    | o    | xxx  |      |      |      |      |      | 2,22 m    |                                                                 |
| 6       | Norbert Kobielski   | Polonia     | o    | o    | xxx  |      |      |      |      |      | 2,22 m    |                                                                 |
| 6       | Manuel Lando        | Italia      | o    | o    | xxx  |      |      |      |      |      | 2,22 m    |                                                                 |
| 6       | Tihomir Ivanov      | Bulgaria    | o    | o    | xxx  |      |      |      |      |      | 2,22 m    |                                                                 |
| 10      | Alperen Acet        | Turchia     | xxo  | xo   | xxx  |      |      |      |      |      | 2,22 m    |                                                                 |
| 11      | Douwe Amels         | Paesi Bassi | o    | xxx  |      |      |      |      |      |      | 2,17 m    |                                                                 |
| 12      | Yonathan Kapitolnik | Israele     | xo   | xxx  |      |      |      |      |      |      | 2,17 m    |                                                                 |
| 12      | Mateusz Przybylko   | Germania    | xo   | x-r  |      |      |      |      |      |      | 2,17 m    |                                                                 |